# Nicholas Katzenbach
Nicholas deBelleville Katzenbach (Filadelfia, 17 gennaio 1922 – Skillman, 8 maggio 2012) è stato un politico statunitense.

## Biografia
Fu il 66º procuratore generale degli Stati Uniti durante la presidenza di Lyndon B. Johnson (36º presidente).
Nato da due persone che si distinsero nel mondo della politica dello stato del New Jersey: Edward L. Katzenbach,  procuratore generale dello stato e Marie Hilson Katzenbach, il primo presidente donna del New Jersey State Board of Education, anche suo zio Frank Snowden Katzenbach ebbe una notevole notorietà per la sua carriera politica.
Nato nello stato del Pennsylvania si trasferì a Trenton nel New Jersey, dopo aver servito il corpo militare dell'United States Army Air Corps durante la seconda guerra mondiale, studiò al Phillips Exeter Academy.
Nominato Procuratore generale degli Stati Uniti, si distinse nella repressione della Students for a Democratic Society, incolpata di incentivare l'obiezione di coscienza contro la guerra in Vietnam e di avere affiliazioni col comunismo.